# Історична картографія
Історична картографія (від дав.-гр. χάρτης — «хартія, аркуш паперу, папірусу» та γράφω — «пишу») — спеціальна історична та географічна дисципліна, яка займається вивченням, створенням і використанням історичних карт та атласів, а також дослідженням стародавніх картографічних зображень.
Головне  завдання історичної картографії полягає у відтворенні справжньої картини історичного минулого методами і засобами картографічної науки. Картографічні твори реконструюють різні етапи розвитку суспільства і відбивають їх на основі історико-картографічних методів.
Використання картографічного методу дослідження для цілей історичної науки призвело до широкого застосування історичних карт в історичних та історико-географічних монографіях, статтях, підручниках, публікаціях. Змістом історичних карт є просторове відображення явищ, процесів і подій, які характеризують певний період історії. Загальні карти дають повнішу характеристику відображуваного явища в цілому, тематичні — одну сторону цього явища або окремі історичні події. Існують різні види історичних карт: історико-економічні, історико-етнографічні, археологічні, історико-політичні, військово-історичні, з історії культури. Навчально-історичні карти відповідають різним розділам історії. З часом загальногеографічні і тематичні карти втрачають свою практичну цінність, але набувають історико-джерелознавче значення: історичні карти представляють перш за все історіографічний інтерес, відображають певну інтерпретацію і критичність осмислення історичних подій і процесів.
Як окрема галузь наукових знань історична картографія виникла наприкінці XIX — на початку ХХ ст. на «перехресті» історії, картографії та географії. Проте науковий інтерес до вивчення старовинних картографічних творів виявився ще наприкінці XVIII — на початку ХІХ ст.
Давні історичні карти інколи містили особливий елемент рамкового оздоблення (декору) — власне картуш, що свідчило про об'єднання зусиль при карто складанні низки фахівців — і істориків, і географів, і картографів, і художників. Вклад останніх був не меншим, ніж робота усіх інших, з огляду на теперішню оцінку таких карт як специфічних творів мистецтва. Ці приклади почасти свідчать про єдність картографічних і живописних творів.

## Історія становлення історичної картографії якспеціальної історичної дисципліни(СІД)

### В Європі
Розвиток історичної картографії, яка є розділом картографії, завжди визначався розвитком історичної географії. У 1579 р. А. Ортелій включив в географічний атлас доповнення («Parergon»), що складається з трьох історичних карт. Подальше включення Ортелієм нових карт перетворило «доповнення» в самостійний перший атлас географії античного світу, який складався до 1603 р. з 38 історичних карт, в тому числі була включена карта, яка відображала топоніміку й етноніміку Криму та його населення. У другій половині XVII ст. з'явилися історичні розділи в атласах французьких географів Саксона і П. де Валя, де були опубліковані й історичні карти України. Наприкінці XVIII ст. були видані історичні карти, складені французьким картографом Ж. В. Д'Анвілем. В цей період українські землі неодноразово зображувались на картах польських та російських дослідників. Так, Ян Потоцький видав декілька карт Сарматії (1789, 1805). У Російській імперії етнічні українські землі позначені в атласах 1809, 1829, 1845 рр.
Основним змістом карт з історії, починаючи з Ортелія і аж до кінця XIX ст., стало зображення територіального розселення народів, політичних кордонів, військових подій, маршрутів подорожей, місць історичних баталій. В атласах Ортелія і де Валя містилися також карти з міфічними і біблійними сюжетами (подорожі апостола Павла, патріарха Авраама, плавання троянця Енея, поневіряння Одіссея). Пізніше здійснюються спроби показу історико-економічних даних.  Часто необ'єктивне висвітлення подій приводило до фальсифікації історії. Можна, наприклад, простежити, як в різних німецьких виданнях атласу Пуцгера (F. Putzger, Historischer Schulatlas zur alten, mittleren und neuen Geschichte, 1910 і 1936-38) у міру розвитку націоналістичних ідей межа між німецькими і слов'янськими землями пересувалася.
Для історичної картографії XX ст. характерні два напрямки. Для першого властиві атласи з високим ступенем деталізації карт адміністративного і релігійного устрою, складених на підставі ретельного аналізу актів. До цього типу належать німецький атлас Фабріціуса (Fabricius, Geschichtlicher Atlas der Rheinprovinz, з 1895), австрійський атлас Ріхтера (Richter, Historischer Atlas der österreichischen Alpenländer, 1906), атлас Голландії (A. A. Beekman, Geschiedkundige Atlas van Nederland, 1913—1938). Для другого напряму характерні атласи, що не відрізняються детальністю карт, але містять, крім історико-політичних, багато історико-економічних карт та карт з історії культури. Подібним методом виданий німецький атлас Аубіна (Geschichtlicher Handatlas der Rheinprovinz, Köln, 1926) і атлас США під редакцією Полліна («Atlas of the historical geography of the United States», 1932). Створюється велика кількість атласів навчального характеру (G. Westermann, Atlas zur Weltgeschichte, 1956; Grosser historischer Weltatlas, Münch., 1958).

### В Україні
Українські історики другої половини XIX ст. широко використовували картографічні матеріали як ілюстративний матеріал для своїх студій, однак історичні карти в той час не виходили окремим виданням. У своїй чотиритомній «Истории Малой России со времен присоединения оной к Российскому государству при царе Алексее Михайловиче» (1822) російський історик Д. Бантиш-Каменський уперше перевидав Генеральну карту України Г. Л. де Боплана. Український історик і археолог І. Шараневич опублікував декілька історичних карт Західної України, зокрема «Стародавній Львів» (1861) та «Галицько-Володимирська Русь» (1863).
У своїй фундаментальній праці «Описание Киева» (1868) відомий історик й етнограф М. Закревський простежив по картах X—XIX ст. історію Києва. Він склав кілька історичних карт, які характеризували ключові моменти еволюції стольного граду: «План Киева X в. во времена св. княгини Ольги», «План Києва от 988 до 1240 г., то есть до разорения его Батыем», а також плани міста 1400—1600, 1700—1800, 1864 рр.
О. Барвінський у своїй «Ілюстрованій історії Русі» (1890) помістив «Карту Русі за князів» і «Карту Русі за часів Великого кн. Литовського і козаччини». Перевидання «Історії України-Русі» (1904) М. Грушевського містило «Карту України-Русі і сусідніх держав». Цілу низку археологічних карт Київської та Волинської губерній видав український вчений В. Антонович (1895, 1900).
М. Грушевський неодноразово звертався до картографічного матеріалу. Зокрема, сім історичних карт як ілюстрації були додані до його «Історії України-Русі» (1898—1903), а в «Ілюстрованій історії України» (1913) містилися 29 карт. У популярному виданні М. Аркаса «Історія України-Русі» (1908) було надруковано дев'ять кольорових історичних карт, серед яких «Землі, де живе Український народ тепер», «Українська земля перед III ст. по Хр.», «Запорізькі землі за Дунаєм», «Землі, або Вольності, Війська Запорізького Низового у 1700-х рр.» Історичні й археологічні карти залучали відомі українські історики Д. Багалій, І. Крип'якевич, А. Скальковський та ін. Свій внесок в історико-картографічні дослідження зробили Я. Головацький, В. Антонович, Д. Яворницький.
Завдяки працям українських вчених Д. Багалія, Г. Величка, М. Кордуби, С. Рудницького, П. Чубинського на початку XX ст. було створено історико-картографічну основу для відображення етнічної території України, а також вивчені основні особливості її формування і розселення етнічних меншин. 
У 1937 р. В. Кубійович разом з іншими науковцями віщав «Атлас України й суміжних країв». Це був найвизначніший картографічний твір того часу, який мав на меті «огорнути оком ціле нашої національної території і в легко доступний спосіб, з допомогою мап і діаграм, пізнати найважливіші явища нашого життя в їх географічному розміщенні». До складу атласу входили 217 карт і схем з пояснювальними текстами. Карти охоплювали територію усіх українських етнічних земель: від р. Дон до східних районів Польщі. 
Протягом 1960-1980-х років в Інституті історії АН УРСР створювався «Історичний атлас Української PCP». Його було задумано як третій том Національного атласу України, проте це видання так і не побачило світ. Окремі його карти були доведені до стадії кольорових проб, але через усілякі перешкоди так і не були надруковані.
Наприкінці XX ст. вийшло друком чимало історико-картографічних творів, зокрема такі навчальні історичні карти: «Найдавніше історичне минуле України», «Визвольна війна українського народу під проводом Богдана Хмельницького 1648—1657 рр.», «Українське козацтво у XVI — першій половині XVII ст.», «Пам'ятки культури України XV—XVIII ст.» Одночасно були створені численні навчальні історичні атласи України.
Серед найвідоміших науковців, які плідно працювали і працюють в галузі історичної картографії, слід згадати й про таких талановитих українських дослідників, як П. Тутковський, Л. Багров, В. Кордт, Я. Дашкевич, М. Вавричин, І. Бутич, Р. Сосса, А. Харченко, О. Шаблій, В. Шевченко, Ф. Шевченко, І. Ровенчак, А. Байцар та ін. Більш-менш повний перелік вітчизняних учених, які у своїх дослідженнях залучали картографічні методи і зробили суттєвий внесок у становлення і розвиток історичної картографії України, включив би в себе сотні прізвищ.